# Varennes (Alto Garona)
Varennes é uma comuna francesa na região administrativa da Occitânia, no departamento do Alto Garona. Estende-se por uma área de 4.61 km², com 272 habitantes, segundo o censo de 2018, com uma densidade de 59 hab/km².